# All of the Girls You Loved Before
«All of the Girls You Loved Before» (с англ. — «Все девушки, которых ты любил прежде») — песня американской певицы и автора-исполнителя Тейлор Свифт, вышедшая 17 марта 2023 года как одна из невошедших в трек-лист её седьмого студийного альбома Lover с помощью лейбла Republic Records. Песня написана и спродюсирована Свифт, Фрэнком Дюксом и Луисом Беллом в стиле синти-поп. В песне о любви «All of the Girls You Loved Before» Свифт выражает благодарность женщинам в жизни своего парня, включая его бывших подружек, за то, что они сформировали его опыт, который привёл его к ней. Музыкальные критики написали положительные отзывы о песне, похвалив её ласковый текст и мечтательные тона исполнения. Песня вышла в качестве неожиданного релиза в день начала концертного тура the Eras Tour. В коммерческом плане песня вошла в двадцатку лучших в Австралии, Канаде, Ирландии, Новой Зеландии, Филиппинах, Сингапуре, Великобритании и США и достигла вершины на 10 месте в международном чарте Billboard Global 200.

## История
Тейлор Свифт выпустила свой седьмой студийный альбом Lover' в августе 2019 года, который имел успех у критиков, а также и в коммерческом плане. С тех пор она выпустила ещё три студийных альбома и два перезаписанных альбома: Folklore и Evermore в 2020 году, Fearless (Taylor's Version) и Red (Taylor's Version) в 2021 году, и Midnights в 2022 году.
Демо-версия неизданного трека из Lover под названием «All of the Girls» просочилась в интернет в марте 2023 году и стала вирусной на TikTok.
17 марта 2023 года Свифт отправилась в свой шестой концертный тур «Eras Tour», свой шестой концертный тур в качестве хедлайнера и первый тур за последние пять лет. В честь начала тура 17 марта она выпустила четыре песни: «Eyes Open (Taylor’s Version)», «Safe & Sound (Taylor’s Version)», «If This Was a Movie (Taylor’s Version)» и «All of the Girls You Loved Before».

## Композиция
Песня «All of the Girls You Loved Before» написана и спродюсирована Свифт, Фрэнком Дюксом и Луисом Беллом.
Она была задумана во время сессий записи альбома Lover, но не вошла в его окончательный трек-лист. «All of the Girls You Loved Before» это песня a в стиле синти-поп, в которой используются мягкие синтезаторы и звуковой ландшафт, описанный критиками как «мечтательный» и «эфирный». Лирически это песня о любви, которую СМИ посчитали посланием бойфренду Свифт, английскому актёру Джо Элвину. В треке рассказчик обсуждает прошлую личную жизнь романтического партнёра и выражает благодарность его бывшим подругам за то, что они сделали его таким праведником, каким он является сейчас. В бридже она ценит его мать и всех женщин в его жизни и обещает любить его вечно.
Некоторые критики интерпретировали строчку «crying in the bathroom for some dude whose name I cannot remember now» как ссылку на события, описанные в её песне 2021 года «All Too Well (10-Minute Version)». В журнале Elle посчитали название песни отсылкой к фильму Netflix «Всем парням, которых я любила раньше» (To All the Boys I’ve Loved Before), который вышел в 2018 году, когда Свифт создавала Lover.

## Отзывы
«All of the Girls You Loved Before» была встречена положительными отзывами критиков. Джейк Вишванат из Bustle считает, что она «идеально вписалась бы в альбом Lover, как одна из её самых завороженных, но уверенных в себе песен о любви на сегодняшний день». Критики Straits Times описали «All of the Girls You Loved Before» как запоминающуюся мелодию, которая обладает всеми характеристиками «бопа Свифт» — запоминающейся, привлекательной мелодией и лирическим повествованием. Журналистка The Independent Аннабел Ньюджент описала песню как «мечтательное и бесплотное поп-золото, наполненное мягкими синтезаторами и лёгкой лирикой о влюблённости».

## Коммерческий успех
Песня «All of the Girls You Loved Before» дебютировала на 10 месте в международном хит-параде Billboard Global 200 с 34,2 миллионами потоков и 22 000 проданных цифровых загрузок. Это 14-е попадание Свифт в топ-10 этого чарта, рекорд среди женщин.
В США песня увеличила три рекорда национального чарта, уже принадлежащих Свифт. Песня стала 189-м хитом Свифт, попавшим в основной американский хит-парад Billboard Hot 100 в выпуске от 1 апреля 2023 года (рекорд для женщин). «All of the Girls You Loved Before» вошла в Hot 100 под номером 12, получив 15,3 миллиона официальных стрим-потоков в США, 1,2 миллиона аудитории в радиоэфире (даже без активного продвижения на радио) и 17 500 продаж с 17 по 23 марта, согласно данным Luminate. Непрерывная 18-летняя серия ежегодных дебютов Свифт хотя бы одного трека является самой длинной рекордной среди всех действующих исполнителей. В 2016 году она попала в список лишь в последний день того года: песня «I Don’t Wanna Live Forever (Fifty Shades Darker)» с Зайном дебютировала 31 декабря. Кроме того, Свифт увеличила своё общее количество хитов до рекордных 80 треков в Топ-10 чарта цифровых продаж песен Digital Song Sales, где «All of the Girls You Loved Before» дебютировала на № 2. А её песня «If This Was a Movie (Taylor’s Version)» заняла первое место в чарте цифровых продаж песен в стиле кантри Country Digital Song Sales (поскольку оригинал песни лидировал в 2011 году, эта композиция стала первой, возглавившей список благодаря двум версиям). Таким образом, Свифт беспрерывно 18 лет подряд присутствует в чарте Hot 100, начиная с дебюта в 2006 году с синглом «Tim McGraw».
«All of the Girls You Loved Before» вошла в двадцатку лучших в Австралии, Канаде, Ирландии, Новой Зеландии, Филиппинах, Сингапуре, Великобритании и США и достигла вершины на 10 месте в международном чарте Billboard Global 200.

## Чарты
| Чарт (2023)                                  | Высшая позиция |
| -------------------------------------------- | -------------- |
| Австралия (ARIA)                             | 15             |
| Канада (Billboard Canadian Hot 100)          | 12             |
| Мир (Billboard Global 200)                   | 10             |
| Венгрия (Single Top 40)                      | 22             |
| Ирландия (IRMA)                              | 9              |
| Япония (Japan Hot Overseas, Billboard Japan) | 18             |
| Малайзия (Billboard)                         | 21             |
| Малайзия International (RIM)                 | 17             |
| Нидерланды (Dutch Global Top 40)             | 24             |
| Нидерланды (Single Top 100)                  | 90             |
| Новая Зеландия (RMNZ)                        | 13             |
| Норвегия (VG-lista)                          | 32             |
| Филиппины (Philippines Songs, Billboard)     | 6              |
| Португалия (AFP)                             | 64             |
| Сингапур (RIAS)                              | 13             |
| Швеция (Sverigetopplistan)                   | 55             |
| Великобритания (OCC UK Singles)              | 11             |
| США (Billboard Hot 100)                      | 12             |
| США (Billboard Pop Airplay)                  | 35             |

## Сертификации
| Регион                                                                      | Сертификация | Продажи |
| --------------------------------------------------------------------------- | ------------ | ------- |
| Австралия (ARIA)                                                            | Платиновый   | 70 000  |
| Новая Зеландия (RMNZ)                                                       | Золотой      | 15 000  |
| Великобритания (BPI)                                                        | Серебряный   | 200 000 |
| Данные о продажах + прослушиваниях приведены только на основе сертификации. |              |         |

## История релиза
| Регион | Дата          | Формат                     | Лейбл    | Ссылка |
| ------ | ------------- | -------------------------- | -------- | ------ |
| Мир    | 17 марта 2023 | Цифровые загрузки стриминг | Republic | [ 40 ] |